# Urashima Tarō

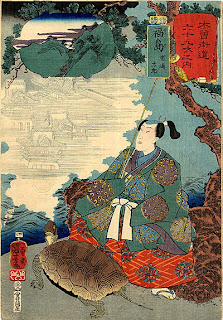
Urashima Tarō et la tortue, Utagawa Kuniyoshi, 1852.

Urashima Tarō (浦島 太郎) est un conte japonais datant du début du VIIIe siècle. Urashima Tarō est le nom du héros de l'histoire.

## Récit
Urashima Tarō est le héros du conte. Vivant seul avec sa mère dans le village de Mizunoe en bord de mer dans la province de Tango au Japon, Urashima Tarō était un jeune pêcheur. Un jour, alors qu’il était sorti pêcher comme à l’accoutumée, il vit sur la plage des enfants qui ayant attrapé une tortue, la frappaient et lui donnaient des coups de pied. Urashima Tarō se prit de pitié pour la pauvre bête. Il s’avança vers les enfants et leur demanda ce qu’ils comptaient faire avec leur prise. Un des enfants répondit qu’ils allaient la vendre au marché de la ville. Urashima Tarō donna de l’argent à chacun des enfants qui lui remirent la tortue bien volontiers. Dès que les enfants furent partis, Urashima Tarō relâcha la tortue dans la mer en lui conseillant de ne plus s’approcher du bord de mer au risque de se faire attraper. La tortue hocha la tête d’un air réjoui et s’enfonça bientôt dans les flots. Le jour suivant, alors qu'Urashima Tarō était occupé à pêcher en haut d’un rocher, une tortue surgit des profondeur de la mer et l’appela. En remerciement, la tortue proposa à Urashima Tarō de lui faire visiter le Palais Ryūgū-jō du Roi Dragon, Ryūjin. Urashima Tarō accepta et monta sur le dos de la tortue. Urashima Tarō ressentit un indicible bien-être et sombra dans le sommeil en un clin d’oeil.

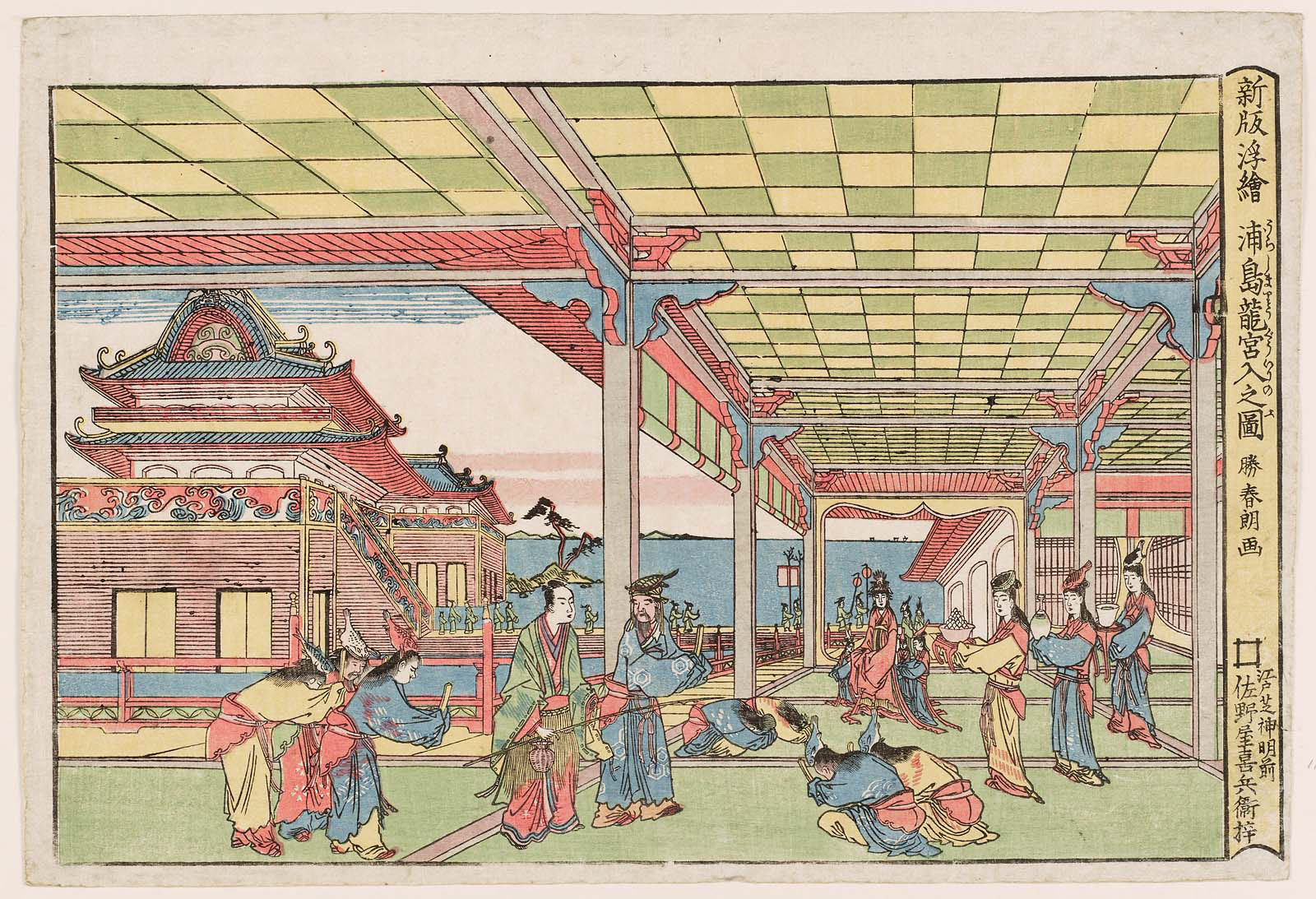
Urashima Tarō visitant le Palais du Roi Dragon, Katsushika Hokusai.

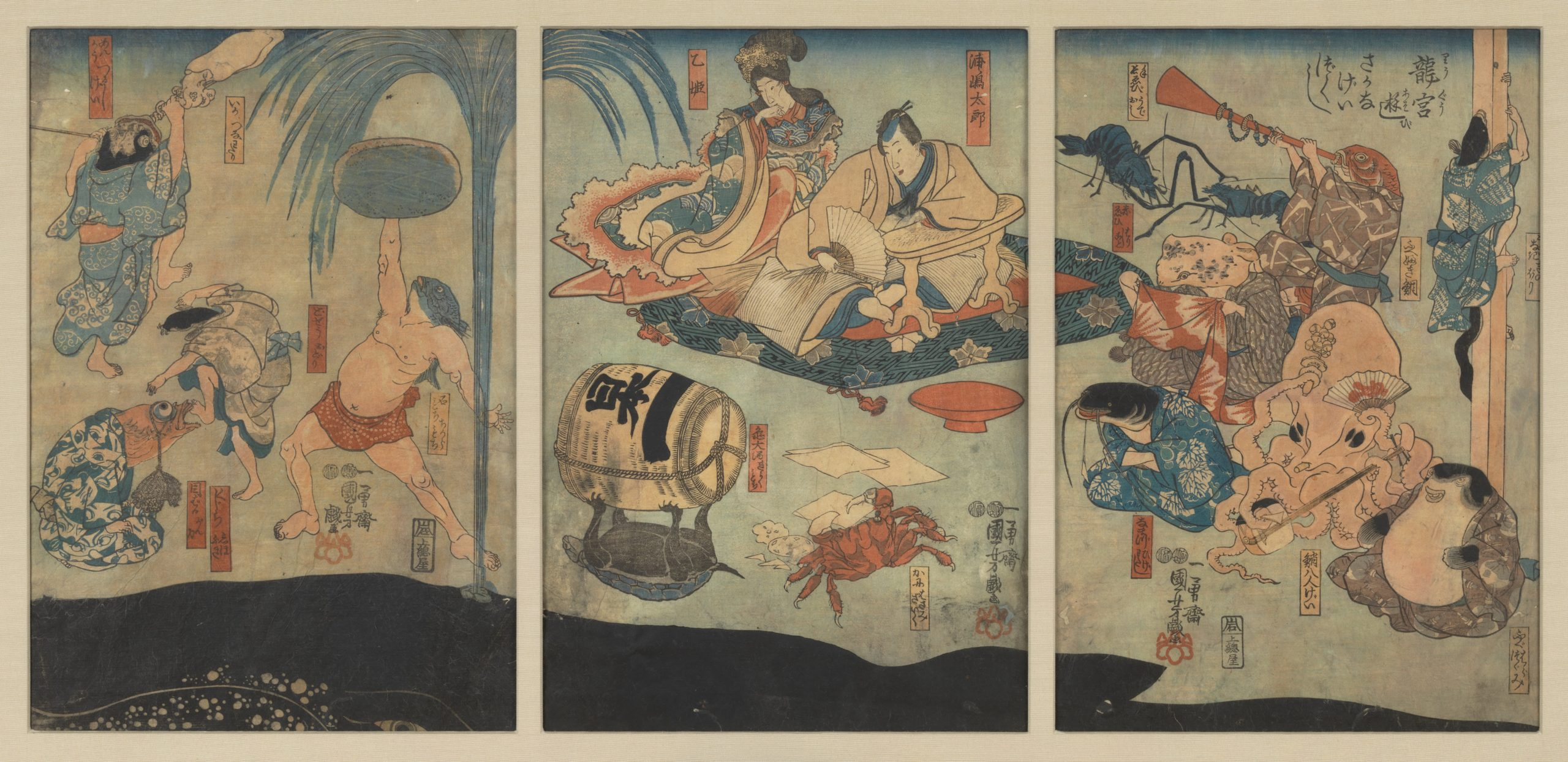
Des créatures marines faisant la fête à Urashima Tarō, Utagawa Kuniyoshi, 1847-1848

Lorsque Urashima Tarō ouvrit les yeux, il vit devant lui un somptueux palais comme il n’en avait encore jamais contemplé. Les toits alignaient leurs tuiles d’or et les murs étaient d’argent et de lapis lazuli. Dès qu’ils eurent franchi le portail, une princesse s’avança vers lui, escortée d’une suite de nombreuses belles femmes. Urashima Tarō restait sans voix devant tant de beauté. La princesse remercia Urashima Tarō d’avoir secouru cette tortue et le conduisit à l’intérieur du palais. Le sol était de marbre et devant un paravent en or trônait une grande table, incrustée de perles et de coquillages. Sur la table, on avait disposé une montagne de mets raffinés. La princesse invita Urashima Tarō à manger et lui versa du saké. Inconsciemment, Urashima Tarō ferma les yeux progressivement. Jamais il n’avait bu pareil nectar. Bientôt, alors qu’il se demandait si l’on n’entendait pas une musique, des femmes tenant à la main des étoffes de couleurs variées, commencèrent à danser paisiblement. Oubliant tout, Urashima Tarō les contempla en extase. Chaque jour s’écoulait tout comme en un rêve.
Et pourtant, un jour, Urashima Tarō se mit à penser à sa mère et, aussitôt, se rappela sa maison avec un pincement au cœur. Il annonça donc à la princesse son départ : celle-ci lui offrit alors en souvenir le tamatebako (玉手箱), un petit coffret laqué. Elle lui demanda d’en prendre soin comme s’il s’agissait d’elle, et de ne l’ouvrir sous aucun prétexte, quoiqu’il advienne. Urashima Tarō accepta le présent avec plaisir et promit à la princesse de ne jamais oublier sa gentillesse. Il monta sur le dos de la tortue, serrant fort le coffret sous son bras, et prit congé d'elle.

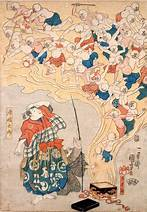
Urashima Tarō ouvrant le coffret, Utagawa Kuniyoshi, 1843

Aussitôt, il sombra dans l’inconscience. Lorsque tout à coup il reprit connaissance, il était assis sur la plage. Des personnes qu’il n’avait jamais vues se tenaient debout autour de lui et le regardaient d’un air intrigué. Affolé, Urashima Tarō couru vers sa maison. Malheureusement, sa maison n’était plus là, tout comme sa mère. Urashima Tarō arpenta en tout sens le village qui avait totalement changé. Il n’y trouva aucune connaissance et il eut beau chercher à s’enquérir de sa maison ou de sa mère, il n’obtint pour toute réponse que des signes de dénégation. Bien qu’il ait eu l’impression de n’avoir passé qu’un an à peine au Palais du Roi Dragon, en réalité, plus de trois cents ans s’étaient écoulés. Son coffret sous le bras, Urashima Tarō s’en retourna vers la plage. Le paysage du bord de mer était la seule chose qu’il n’eut pas changé par rapport à autrefois. Il avait beau scruter la mer, il ne revit jamais la tortue qui l’avait emmené au Palais du Roi Dragon.
Plongé dans l’affliction, Urashima Tarō rompit le serment qu’il avait fait à la princesse et ouvrit le coffret. Aussitôt, une fumée blanche s’en échappa et Urashima Tarō se métamorphosa instantanément en vieillard. Il entendit la voix de la princesse lui dire qu’elle l’avait pourtant prévenu de ne pas ouvrir le coffret. Elle avait enfermé dans le coffret toutes les années qu’il avait passé chez elle. Urashima Tarō pleura les siens en regardant la mer et attendit sa mort.

## Variantes
L'histoire d'Urashima Tarō connaît de nombreuses variantes. Dans les premières histoires du VIIIe siècle, ce n'est pas le palais du Roi dragon qu'il visite mais une terre nommée "Horai", qui est la terre des immortels dans la tradition chinoise, où vivent les ermites de la montagne, en compagnie de la princesse Otohime. Dans une des plus célèbres, il a ses deux parents et dans une version plus récente datant de 1700, la tortue qu'il sauve n'est autre que la princesse elle-même.

## Culture populaire
Urashima Tarō est considéré comme le conte le plus ancien et populaire de la culture japonaise. Le sanctuaire Urashima-jinja (浦嶋神社) sur la province de Tango célèbre l'histoire de Urashima Tarō. Cette légende a influencé énormément d'œuvres : 

### Manga
- Le manga Dragon Ball : Lors de sa première aventure, Son Goku et Bulma sauvent une tortue perdue sur le continent. Celle-ci revient le remercier avec Muten Roshi qui lui fait cadeau du Kinto-un.
- Le manga Lucika Lucika :  Lucika découvre un coffret devant chez elle et se transforme en vieille dame en l'ouvrant.
- Le manga Love Hina : Le héros, Keitarō Urashima est malade. Une amie lui raconte la légende de Urashima Tarō en lui disant qu'elle a trouvé un livre qui parle de lui. Le rêve de Keitarō Urashima fait référence à la légende.
- Le manga One Piece : Dans les fonds marins, sur le chemin vers l'île des hommes-poissons, Luffy et son équipage sauvent un requin. Une fois sur l'île, pour les en remercier, ils seront conduits au palais royal Ryugu où réside la princesse sirène.

### Animé
- L'animé Kilari Revolution : Kilari raconte la légende de Urashima Tarō à son chat Na-san.
- L'animé Super Durand : Le titre original de la série (未来警察ウラシマン Mirai Keisatsu Urashiman) fait référence à la légende de Urashima Tarō.
- L'animé Cowboy Bebop : Un personnage raconte le début de l'histoire de Urashima Tarō.
- L'animé Gintama : L'histoire de la série s'inspire de la légende de Urashima Tarō.
- L'animé Non Non Biyori : La série fait référence à la légende de Urashima Tarō dans l'épisode 11.
- L'animé Yu Yu Hakusho : La série fait référence à la légende de Urashima Tarō dans l'épisode 46 où Kurama affronte un personnage censé être la réincarnation de Urashima Tarō.
- L'animé Clannad : La série fait référence à la légende de Urashima Tarö dans l'épisode 1.

### Jeu Vidéo
- Le jeu vidéo Ōkami : Urashima Tarō est un personnage du jeu.

### Série
- La série Kamen Rider Den-O : Le Rider principal, Kamen Rider Den-O possède une forme, la Rod Form, inspirée par Urashima Tarō. Pour atteindre cette forme, le personnage principal, Ryotaro Nogami, doit se faire posséder par l'Imagin Urataros, à l'apparence de tortue de mer et mentant à tort et à travers en prétendant "appâter" les autres, notamment des femmes. Il est surnommé une fois "Urashima Tarō" dans l'épisode suivant son apparition.

### Livre
- "La Légende d'Urashima Tarô", version écrite par Lafcadio Hearn, publiée dans La Légende d'Urashima Tarō et autres  histoires de fantômes, préface de Denise Brahimi, traduction de Philippe Bonnet, Minerve, Paris, 2023.

- "Hana et le dragon des mers", roman écrit par Karine Yoakim Pasquier, publié aux éditions Oskar, 2023, s'inspire de la légende d'Urashima Taro.

Affiche du court-métrage Urashima Tarō réalisé par Pauline Defachelles en 2017

## Les adaptations en film
Le conte de Urashima Tarō a été plusieurs fois été adapté en film : 
- Urashima Tarō (浦島太郎), un film d'animation japonais réalisé par Seitarō Kitayama en 1918.
- Urashima Tarō (浦島太郎), un moyen-métrage japonais réalisé par Masaya Tsutsumi en 2014.
- Urashima Taro, un court-métrage muet de Pauline Defachelles réalisé en 2017. Ce court-métrage a été produit par Sans Soucis Productions et Pictanovo.
- Tunnel to Summer, the Exit of Goodbyes, 夏へのトンネル、さよならの出口, un long métrage d'animation japonais réalisé par Tomohisa Taguchi et sorti en 2022 récompensé en 2023 au festival d'animation d'Annecy.